# 维施
维施是德国石勒苏益格－荷尔斯泰因州的一个市镇。总面积3.05平方公里，总人口122人，其中男性59人，女性63人（2011年12月31日），人口密度40人/平方公里。